# Балковий Петро Миколайович
Петро Миколайович Балковий (24 червня 1904, Знаменівка — ????, Київ) — український історик, дослідник історії німецько-радянської війни.

## Біографія
Народився 24 червня 1904 року в селі Знаменівці Новомосковського повіту Катеринославської губернії (нині Новомосковського району Дніпропетровської області). 1915 року закінчив земську школу, у 1919 році — Новомосковське вище початкове училище. Під час громадянської війни перебував у червоних партизанах. У 1920-ті роки працював на виборних посадах у радянських та кооперативних установах. У 1926–1928 роках служив у лавах Червоної армії. У 1928–1931 роках — на партійній роботі. 1935 року закінчив Комуністичний університет імені Артема у Харкові. У 1935–1936 роках — аспірант Інституту історії ВУАМЛІН. У 1936–1940 роках — лектор, завідувач відділу музею В. І. Леніна у Києві.
Учасник німецько-радянської війни. Брав участь в обороні Сталінграда. Нагороджений орденом Червоної Зірки, медалями «За оборону Сталінграда» і «За перемогу над Німеччиною».
У 1946–1950 роках — молодший науковий співробітник, старший науковий співробітник Комісії з історії Великої Вітчизняної війни АН УРСР. У 1949 році захистив кандидатську дисертацію на тему: «Винищувальні батальйони України в період оборонних боїв Червоної Армії (червень 1941 — липень 1942 рр.)». У 1950–1952 роках — старший науковий співробітник воєнно-історичного відділу, у 1952–1960 роках — старший науковий співробітник відділу історії радянського суспільства, у 1960–1964 роках — старший науковий співробітник відділу історії соціалістичного і комуністичного будівництва Інституту історії АН УРСР. Помер в Києві.

## Основні праці
- Українська РСР у Великій Вітчизняній війні 1941—1945 рр. — Київ, 1967 (у співавт.);
- Війна без флангів. Партизансько-повстанська боротьба українського народу проти білогвардійців та інтервентів в 1918—1920 рр. — Київ, 1966;
- Народне ополчення Радянської України. — Київ, 1961.